# بوي فان ويلجنبرغ
بوي فان ويلجنبرغ (بالهولندية: Boy van Wilgenburg)‏ (16 سبتمبر 1902 – 22 ديسمبر 1955) هو سبّاح هولندي راحل، مثّل بلاده في الألعاب الأولمبية الصيفية 1924.

## روابط خارجية
بوي فان ويلجنبرغ على موقع أوليمبيديا (الإنجليزية)